# Brainfuck
Brainfuck（ブレインファック）はプログラミング言語のひとつ。なお名称に含まれるfuckが卑語であるため、Brainf*ck または Brainf**kなどと表記されることがある。

## 概要
開発者Urban Müllerがコンパイラがなるべく小さくなる言語として考案した。
実際、Müllerが開発したコンパイラのサイズはわずか123バイト、インタプリタは98バイトであった。
Brainfuckプログラムは非常に可読性・記述性が低いため実用性は期待できないが、チューリング完全である。その簡潔さから多くの派生言語を生み出すこととなった。

## Brainfuckの言語仕様
処理系は次の要素から成る: Brainfuckプログラム、インストラクションポインタ（プログラム中のある文字を指す）、少なくとも30000個の要素を持つバイトの配列（各要素はゼロで初期化される）、データポインタ（前述の配列のどれかの要素を指す。最も左の要素を指すよう初期化される）、入力と出力の2つのバイトストリーム。
Brainfuckプログラムは、以下の8個の実行可能な命令から成る（他の文字は無視され、読み飛ばされる）。
1. > ポインタをインクリメントする。ポインタをptrとすると、C言語の「ptr++;」に相当する。
2. < ポインタをデクリメントする。C言語の「ptr--;」に相当。
3. + ポインタが指す値をインクリメントする。C言語の「(*ptr)++;」に相当。
4. - ポインタが指す値をデクリメントする。C言語の「(*ptr)--;」に相当。
5. . ポインタが指す値を出力に書き出す。C言語の「putchar(*ptr);」に相当。
6. , 入力から1バイト読み込んで、ポインタが指す先に代入する。C言語の「*ptr=getchar();」に相当。
7. [ ポインタが指す値が0なら、対応する ] の直後にジャンプする。C言語の「while(*ptr){」に相当。
8. ] ポインタが指す値が0でないなら、対応する [ （の直後[注釈 1]）にジャンプする。C言語の「}」に相当[注釈 2]。

## Brainfuckプログラミング例

### Hello World!
```
 
++++++++
[
>
++++
[
>
++
>
+++
>
+++
>
+
<<<<
-
]
>
+
>
+
>
-
>>
+
[
<
]
<
-
]
>>
.
>
---
.
+++++++
..
+++
.
>>
.
<
-
.
<
.
+++
.
------
.
--------
.
>>
+
.
>
++
.

```

## 派生言語
以上の8つの命令文字は可読性のために選ばれたものであり、これらが使われなければならない理由はなく、より難解にすることを目指したり、あるいは単なる遊びとして、各命令に使用する文字を置き換えた派生言語が考えられている。以下はその代表例である。
- A[1] - 「A」だけで記述する。文字を置き換え、難読性を深めた例。
- BrainCrash[2] - 4つの命令「|&~^」を加えたもの。終了時にポインタの指す値が0になるまでポインタを進め値を出力する。また、実行前に"Hello, world!"が格納される。原型をさらに発展させた例。
- Ook! - 「Ook.」「Ook!」「Ook?」のうち2つのトークンから成る文字列をBrainfuckの各命令に当てはめたもの。使用される記号（実際には文字列だが）の種類がわずか3つと、本家より少ない。元の8種類の文字を置き換え、よりユーモアを加えた例。